# Lista monumentelor istorice din județul Iași - Z

Simbol pentru monumentele istorice

Lista monumentelor istorice din județul Iași - Z cuprinde monumentele istorice înscrise în Patrimoniul cultural național al României și aflate în localități ce încep cu litera Z din județul Iași. 
Lista completă este menținută și actualizată periodic de către Ministerul Culturii, Cultelor și Patrimoniului Național din România, prin intermediul Institutului Național al Patrimoniului, ultima versiune datând din 2015. Această listă cuprinde și actualizările ulterioare, realizate prin ordin al ministrului culturii.
Puteți căuta un monument din județul Iași folosind formularul de mai jos sau puteți naviga prin toate monumentele din județ la lista monumentelor istorice din județul Iași.
| Cod LMI                         | Denumire                            | Localitate                    | Localizare | Datare, Creatori | Imagine               | Erori             |
| ------------------------------- | ----------------------------------- | ----------------------------- | ---------- | ---------------- | --------------------- | ----------------- |
| IS-II-m-B-04271                 | Biserica „Nașterea Maicii Domnului” | sat Zagavia; comuna Scobinți  |            | 1624             | Încarcă foto \| video | Raportează eroare |
| IS-II-m-B-04272 (RAN: 96183.03) | Beciul lui Zlodica                  | sat Zlodica; comuna Ceplenița |            | sec. XV          | Încarcă foto \| video | Raportează eroare |
| IS-II-m-B-04273 (RAN: 96183.01) | Biserica de lemn „Sf. Voievozi”     | sat Zlodica; comuna Ceplenița |            | sec. XVII        | Alte imagini          | Raportează eroare |
| IS-II-m-B-04274 (RAN: 96183.02) | Pod de piatră                       | sat Zlodica; comuna Ceplenița |            | sec. XV          | Alte imagini          | Raportează eroare |